# سیارک ۲۲۷۹۳۰
سیارک ۲۲۷۹۳۰ (به انگلیسی: 227930 Athos، نامگذاری:2007GG6)۲۲۷۹۳۰مین سیارک کشف شده‌است که در ۱۴ آوریل ۲۰۰۷ کشف شد.